# World Record
『World Record』は、TWEEDEESの4枚目のオリジナルアルバム。2022年12月3日に日本コロムビアから発売された。

## 収録曲
1. Victoria[3:42]
作詞・作曲・編曲：沖井礼二
2. Béret Beast [3:39]
作詞・作曲・編曲：沖井礼二
3. ファズる心[4:14]（SOLEILのカバー）
作詞：清浦夏実、作曲・編曲：沖井礼二
4. ルーフトップ・ラプソディ [3:25]
作詞：清浦夏実、作曲・編曲：沖井礼二
5. meta meta love[4:31](TVアニメ『ユーレイデコ』コラボレーションシングル)
作詞：清浦夏実、作曲・編曲：沖井礼二
6. GIRLS MIGHTY[3:17]
作詞・作曲・編曲：沖井礼二
7. 二気筒の相棒[3:44]
作詞・作曲・編曲：沖井礼二
8. Sinfonia! Sinfonia!!! TWEEDEES ver.[3:54](沖井の提供曲 竹達彩奈/Sinfonia! Sinfonia!!!のTWEEDEESSバージョン)
作詞・作曲・編曲：沖井礼二
9. Day Dream[5:48]
作詞：清浦夏実、作曲・編曲：沖井礼二
10. Hello Hello [2:36]
作詞：清浦夏実、作曲・編曲：沖井礼二